# أندريه كولن
أندريه كولن (بالفرنسية: André Colin)‏ هو سياسي فرنسي، ولد في 19 يناير 1910 في بريست في فرنسا، وتوفي في 28 أغسطس 1978 في فرنسا. حزبياً، نشط في الحركة الجمهورية الشعبية.

## مناصب
- انتخب نائب فرنسي خلال فترته النيابية  [لغات أخرى]‏ (2 يناير 1956 – 8 ديسمبر 1958).
- انتخب نائب فرنسي خلال فترته النيابية  [لغات أخرى]‏ (5 يوليو 1951 – 1 ديسمبر 1955).
- انتخب نائب فرنسي خلال فترته النيابية  [لغات أخرى]‏ (28 نوفمبر 1946 – 4 يوليو 1951).
- انتخب نائب فرنسي خلال فترته النيابية  [لغات أخرى]‏ (2 يونيو 1946 – 27 نوفمبر 1946).
- انتخب عضو مجلس الشيوخ من المجتمع (8 يوليو 1959 – 16 مارس 1961).
- انتخب عضو في البرلمان الأوروبي.
- انتخب عضو المجلس العام  [لغات أخرى]‏ عن دائرة canton of Ouessant  [لغات أخرى]‏ (1951 – 1978).
- انتخب عضو مجلس الشيوخ الفرنسي عن دائرة فنستير (1959 – 1978).
- انتخب عضو مجلس جهوي Regional Council of Brittany [الإنجليزية]‏ (1974 – 1978).
- انتخب نائب فرنسي خلال فترته النيابية [الإنجليزية]‏ (21 أكتوبر 1945 – 10 يونيو 1946).